# Meudon
Meudon es una comuna francesa situada en la región administrativa de Isla de Francia, departamento de Altos del Sena, en la periferia sudoeste de París. Es célebre por su tranquilidad (de 990 hectáreas de ciudad, 520 son zonas verdes) y por sus actividades científicas. Allí se encuentran una de las tres instalaciones del Observatorio de París con sus distintos laboratorios.

## Demografía
| 2 250 | 2 015 | 2 311 | 2 265 | 3 174 | 3 233 | 3 680 | 3 783 | 4 789 | 5 157 | 6 620 | 12 037 | 6 425 | 6 080 | 7 621 | 8 005 | 8 892 | 9 702 | 10 289 | 12 292 | 15 649 | 18 123 | 20 870 | 20 749 | 20 797 | 24 729 | 34 878 | 50 623 | 52 806 | 48 450 | 45 339 | 43 663 | 44 873, |
| Para los censos de 1962 a 1999 la población legal corresponde a la población sin duplicidades (Fuente: INSEE [Consultar]) |       |       |       |       |       |       |       |       |       |       |        |       |       |       |       |       |       |        |        |        |        |        |        |        |        |        |        |        |        |        |        |         |

## Personalidades ligadas a la comuna
- Madame de Pompadour hizo construir en Meudon el château de Bellevue, finalizado en 1750.
- Grace Elliott, aristócrata y socialité británica.
- El famoso autor de vodevil Eugène Scribe vivió en la localidad.
- Richard Wagner compuso en Meudon El Holandés Errante.
- El escultor impresionista Auguste Rodin falleció en Meudon el 17 de noviembre de 1917, donde también está enterrado.
- Al final de la Primera Guerra Mundial, George Enescu adquirió una villa en Meudon, en donde pasó largas temporadas.
- El filósofo católico Jacques Maritain. Su casa de Meudon fue uno de los centros neurálgicos del Renouveau catholique francés en los años 20.
- En 1926 Jean Arp se trasladó a vivir a Meudon.
- El físico Félix Trombe. En 1946, realizó una primera experiencia de horno solar en la localidad, utilizando espejos de defensa antiaérea.
- El escritor Louis-Ferdinand Céline residió en ella a su regreso a Francia en 1951 y hasta su muerte en 1961.
- Marcel Dupré murió en Meudon en 1971.
- La actriz contemporánea Clémence Poésy nació el 30 de noviembre de 1982. Conocida sobre todo por sus apariciones en varias películas de Harry Potter, interpretando a Fleur Delacour.